# Paignton
Paignton (pronunțat /ˈpeɪntən/) este un oraș în comitatul Devon, regiunea South West, Anglia. Împreună cu orașele Torquay și Brixham formează autoritatea unitară Torbay.